# Leptophis
A Leptophis a hüllők (Reptilia) osztályának pikkelyes hüllők (Squamata) rendjébe, ezen belül a siklófélék (Colubridae) családjába tartozó nem.

## Rendszerezésük
A nemet Thomas Bell angol zoológus írta le 1825-ben,  az alábbi 11 faj tartozik ide:
- közönséges papagájkígyó (Leptophis ahaetulla)
- Leptophis coeruleodorsus
- Leptophis cupreus
- Leptophis depressirostris
- partvidéki papagájkígyó (Leptophis diplotropis)
- Leptophis haileyi
- Leptophis mexicanus
- Leptophis modestus
- Leptophis nebulosus
- Leptophis riveti
- Leptophis stimsoni